# Bovic
Die Bovic war ein 1892 in Dienst gestelltes Frachtschiff der britischen White Star Line, das für die Reederei bis 1922 zwischen Liverpool und New York im Einsatz stand. Anschließend wurde es als Colonian von der Leyland Line betrieben. 1928 ging die Colonian zum Abbruch nach Rotterdam.

## Geschichte
Die Bovic entstand unter der Baunummer 252 in der Werft von Harland & Wolff in Belfast und lief am 28. Juni 1892 vom Stapel. Nach der Übernahme durch die White Star Line am 22. August 1892 nahm das Schiff am 26. August den Dienst von Liverpool nach New York auf. Die Bovic war überwiegend für den Transport von Vieh bestimmt, konnte aber auch bis zu 12 Passagiere befördern. Ihr Schwesterschiff war die ebenfalls 1892 in Dienst gestellte und 1893 verschollene Naronic.
Am 19. August 1915 entkam die zu diesem Zeitpunkt noch zivil fahrende Bovic nur knapp ihrer Versenkung, als sie vom deutschen U-Boot U 24 ins Visier genommen, aber letztlich nicht getroffen wurde. Vier andere Schiffe, darunter die Arabic der White Star Line, fielen an diesem Tag dem U-Boot zum Opfer. 1917 wurde die Bovic für den Kriegsdienst beschlagnahmt, ehe sie 1919 zurück an die White Star Line ging.
Nach 30 Jahren im Dienst für die White Star Line wurde die Bovic 1922 an die Leyland Line verkauft und in Colonian umbenannt. Das Schiff blieb noch weitere sechs Jahre im Einsatz, ehe es nach einer 36 Jahre andauernden Laufbahn 1928 zum Abbruch nach Rotterdam ging.